# Бутырское муниципальное образование
Бутырское муниципальное образование — сельское поселение в Лысогорском районе Саратовской области Российской Федерации.
Административный центр — село Бутырки.

## История
Статус и границы сельского поселения установлены Законом Саратовской области от 29 декабря 2004 года № 118-ЗСО «О муниципальных образованиях, входящих в состав Лысогорского муниципального района».

## Население
| 2010  | 2011  | 2012  | 2013  | 2014  | 2015  | 2016  |
| ----- | ----- | ----- | ----- | ----- | ----- | ----- |
| 1452  | ↘1444 | ↘1436 | ↘1384 | ↘1381 | ↘1357 | ↗1359 |
| 2017  | 2018  | 2019  | 2020  | 2021  |       |       |
| ↗1371 | ↘1362 | ↘1357 | ↘1315 | ↘1270 |       |       |

## Состав сельского поселения
| № | Населённый пункт | Тип населённого пункта       | Население |
| - | ---------------- | ---------------------------- | --------- |
| 1 | Бутырки          | село, административный центр | ↘1026     |
| 2 | Новые Пески      | деревня                      | 56        |
| 3 | Чадаевка         | село                         | ↗370      |